# Jonquières (Tarn)
Jonquières est une commune française située dans le département du Tarn en région Occitanie. Sur le plan historique et culturel, la commune est dans le Castrais, un territoire essentiellement agricole, entre la rive droite de l'Agout au sud et son affluent, le Dadou, au nord.
Exposée à un climat océanique altéré, elle est drainée par le Ruisseau de Bagas, le Ruisseau de Poulobre, le ruisseau d'Auques et par divers autres petits cours d'eau.
Jonquières est une commune rurale qui compte 443 habitants en 2022. Elle fait partie de l'aire d'attraction de Castres. Ses habitants sont appelés les Jonquiérois ou Jonquiéroises.

## Géographie

### Localisation
Jonquières se situe dans le sud du département du Tarn, à 12 km au nord-ouest de Castres et à 31,5 km au sud d'Albi.

### Communes limitrophes
Les communes limitrophes sont  Carbes, Castres, Cuq, Lautrec, Montpinier et Vielmur-sur-Agout.
|                   | Lautrec    | Montpinier |
| Cuq               | Jonquières | Castres    |
| Vielmur-sur-Agout | Carbes     |            |

### Voies de communication et transports
La ligne 704 du réseau régional liO assure la desserte de la commune, en la reliant à Castres et à Gaillac.

### Hydrographie
La commune est dans le bassin de la Garonne, au sein du bassin hydrographique Adour-Garonne. Elle est drainée par le ruisseau de Bagas, le ruisseau de Poulobre, le ruisseau d'Auques et par divers petits cours d'eau, qui constituent un réseau hydrographique de 19 km de longueur totale,.
Le ruisseau de Bagas, d'une longueur totale de 21,1 km, prend sa source dans la commune de Montfa et s'écoule du nord-est au sud-ouest. Il traverse la commune et se jette dans l'Agout à Puylaurens, après avoir traversé 7 communes.
Le ruisseau de Poulobre, d'une longueur totale de 10,1 km, prend sa source dans la commune de Montfa et s'écoule vers l'ouest puis se réoriente au sud-ouest. Il traverse la commune et se jette dans le ruisseau de Bagas sur le territoire communal, après avoir traversé 6 communes.

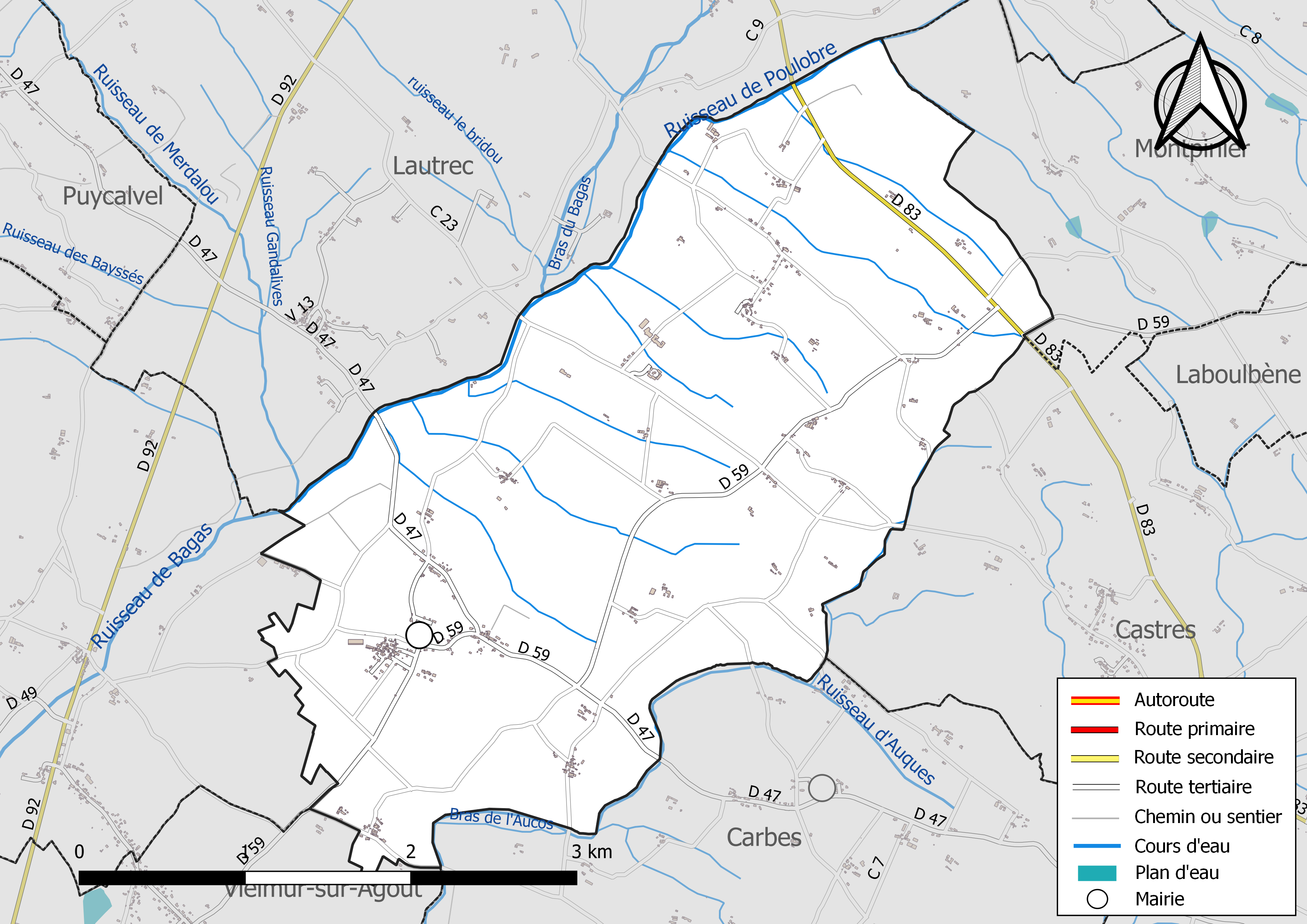
Réseaux hydrographique et routier de Jonquières.

### Climat
Pour des articles plus généraux, voir Climat de l'Occitanie et Climat du Tarn.
En 2010, le climat de la commune est de type climat du Bassin du Sud-Ouest, selon une étude du Centre national de la recherche scientifique s'appuyant sur une série de données couvrant la période 1971-2000. En 2020, Météo-France publie une typologie des climats de la France métropolitaine dans laquelle la commune est exposée à un climat océanique altéré et est dans la région climatique Aquitaine, Gascogne, caractérisée par une pluviométrie abondante au printemps, modérée en automne, un faible ensoleillement au printemps, un été chaud (19,5 °C), des vents faibles, des brouillards fréquents en automne et en hiver et des orages fréquents en été (15 à 20 jours).
Pour la période 1971-2000, la température annuelle moyenne est de 13,3 °C, avec une amplitude thermique annuelle de 16,1 °C. Le cumul annuel moyen de précipitations est de 717 mm, avec 9,1 jours de précipitations en janvier et 5,5 jours en juillet. Pour la période 1991-2020, la température moyenne annuelle observée sur la station météorologique de Météo-France la plus proche, « Puylaurens », sur la commune de Puylaurens à 13 km à vol d'oiseau, est de 14,4 °C et le cumul annuel moyen de précipitations est de 782,0 mm. 
La température maximale relevée sur cette station est de 42,5 °C, atteinte le 13 août 2003 ; la température minimale est de −16,5 °C, atteinte le 16 janvier 1985,,.
Les paramètres climatiques de la commune ont été estimés pour le milieu du siècle (2041-2070) selon différents scénarios d'émission de gaz à effet de serre à partir des nouvelles projections climatiques de référence DRIAS-2020. Ils sont consultables sur un site dédié publié par Météo-France en novembre 2022.

### Milieux naturels et biodiversité
Aucun espace naturel présentant un intérêt patrimonial n'est recensé sur la commune dans l'inventaire national du patrimoine naturel,,.

## Urbanisme

### Typologie
Au 1er janvier 2024, Jonquières est catégorisée commune rurale à habitat dispersé, selon la nouvelle grille communale de densité à sept niveaux définie par l'Insee en 2022.
Elle est située hors unité urbaine. Par ailleurs la commune fait partie de l'aire d'attraction de Castres, dont elle est une commune de la couronne,. Cette aire, qui regroupe 55 communes, est catégorisée dans les aires de 50 000 à moins de 200 000 habitants,.

### Occupation des sols
L'occupation des sols de la commune, telle qu'elle ressort de la base de données européenne d’occupation biophysique des sols Corine Land Cover (CLC), est marquée par l'importance des territoires agricoles (100 % en 2018), une proportion identique à celle de 1990 (100 %). La répartition détaillée en 2018 est la suivante :
terres arables (100 %). L'évolution de l’occupation des sols de la commune et de ses infrastructures peut être observée sur les différentes représentations cartographiques du territoire : la carte de Cassini (XVIIIe siècle), la carte d'état-major (1820-1866) et les cartes ou photos aériennes de l'IGN pour la période actuelle (1950 à aujourd'hui).

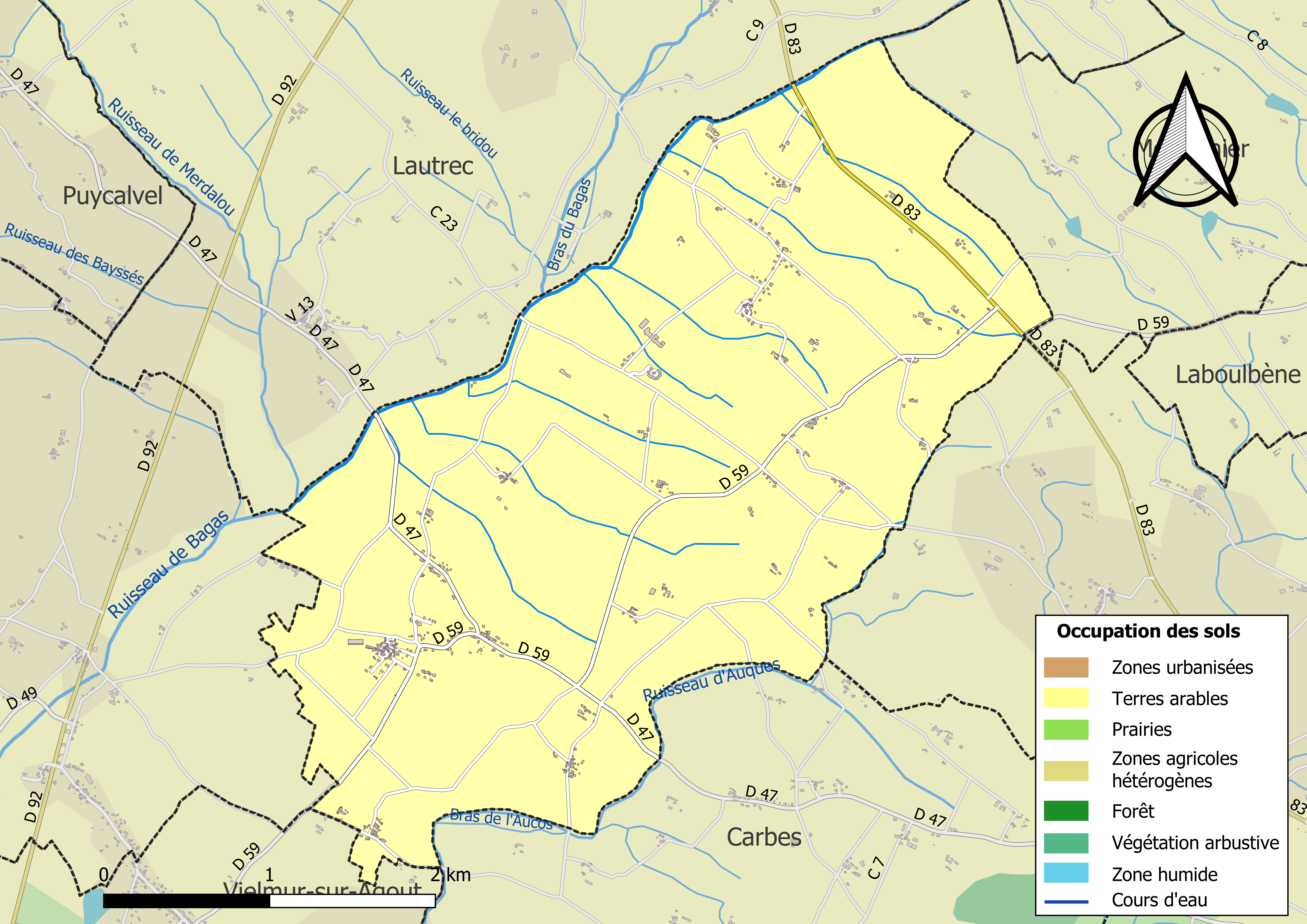
Carte des infrastructures et de l'occupation des sols de la commune en 2018 (CLC).

### Risques majeurs
Le territoire de la commune de Jonquières est vulnérable à différents aléas naturels : météorologiques (tempête, orage, neige, grand froid, canicule ou sécheresse), inondations, mouvements de terrains et séisme (sismicité très faible). Il est également exposé à un risque technologique, le transport de matières dangereuses. Un site publié par le BRGM permet d'évaluer simplement et rapidement les risques d'un bien localisé soit par son adresse soit par le numéro de sa parcelle.

#### Risques naturels
Certaines parties du territoire communal sont susceptibles d’être affectées par le risque d’inondation par débordement de cours d'eau, notamment le ruisseau de Bagas et le ruisseau de Poulobre. La cartographie des zones inondables en ex-Midi-Pyrénées réalisée dans le cadre du XIe Contrat de plan État-région, visant à informer les citoyens et les décideurs sur le risque d’inondation, est accessible sur le site de la DREAL Occitanie. La commune a été reconnue en état de catastrophe naturelle au titre des dommages causés par les inondations et coulées de boue survenues en 1982 et 2003,.
Jonquières est exposée au risque de feu de forêt. En 2022, il n'existe pas de Plan de Prévention des Risques incendie de forêt (PPRif). Le débroussaillement aux abords des maisons constitue l’une des meilleures protections pour les particuliers contre le feu,.

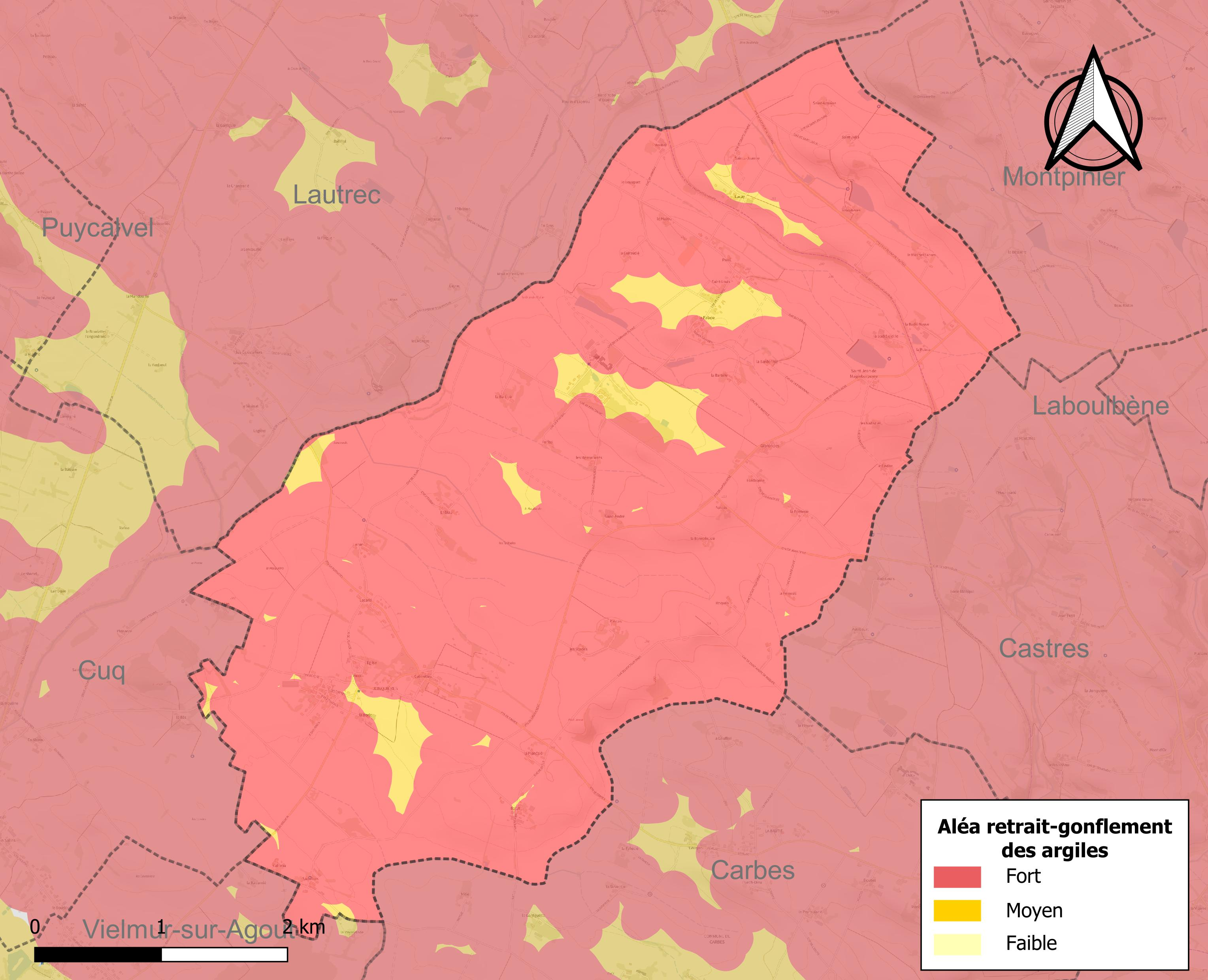
Carte des zones d'aléa retrait-gonflement des sols argileux de Jonquières.

La commune est vulnérable au risque de mouvements de terrains constitué principalement du retrait-gonflement des sols argileux. Cet aléa est susceptible d'engendrer des dommages importants aux bâtiments en cas d’alternance de périodes de sécheresse et de pluie. La totalité de la commune est en aléa moyen ou fort (76,3 % au niveau départemental et 48,5 % au niveau national). Sur les 200 bâtiments dénombrés sur la commune en 2019, 200 sont en aléa moyen ou fort, soit 100 %, à comparer aux 90 % au niveau départemental et 54 % au niveau national. Une cartographie de l'exposition du territoire national au retrait gonflement des sols argileux est disponible sur le site du BRGM,.
Par ailleurs, afin de mieux appréhender le risque d’affaissement de terrain, l'inventaire national des cavités souterraines permet de localiser celles situées sur la commune.

#### Risques technologiques
Le risque de transport de matières dangereuses sur la commune est lié à sa traversée par des infrastructures routières ou ferroviaires importantes ou la présence d'une canalisation de transport d'hydrocarbures. Un accident se produisant sur de telles infrastructures est susceptible d’avoir des effets graves sur les biens, les personnes ou l'environnement, selon la nature du matériau transporté. Des dispositions d’urbanisme peuvent être préconisées en conséquence.

## Histoire
Gibrondes devient Jonquières en 1887 : le territoire  de Jonquières résulte de découpages complexes issus des communautés de Gibrondes et de Labessière, elles-mêmes organisées en différentes paroisses : Burens, Magreperbeyre, Alayrac et Jonquières.

### Héraldique
| Jonquières | Son blasonnement est : Tranché cannelé d'argent et d'azur. |

## Politique et administration
| Période                                  | Période  | Identité           | Étiquette | Qualité |
| ---------------------------------------- | -------- | ------------------ | --------- | ------- |
| mars 2001                                | En cours | Jean-Pierre Lencou |           |         |
| Les données manquantes sont à compléter. |          |                    |           |         |

## Démographie
| 1793 | 1800 | 1806 | 1821 | 1831 | 1836 | 1841 | 1846 | 1851 |
| ---- | ---- | ---- | ---- | ---- | ---- | ---- | ---- | ---- |
| 460  | 450  | 489  | 456  | 850  | 760  | 790  | 791  | 814  |

| 1856 | 1861 | 1866 | 1872 | 1876 | 1881 | 1886 | 1891 | 1896 |
| ---- | ---- | ---- | ---- | ---- | ---- | ---- | ---- | ---- |
| 742  | 772  | 800  | 794  | 714  | 693  | 668  | 662  | 599  |

| 1901 | 1906 | 1911 | 1921 | 1926 | 1931 | 1936 | 1946 | 1954 |
| ---- | ---- | ---- | ---- | ---- | ---- | ---- | ---- | ---- |
| 561  | 577  | 558  | 504  | 502  | 446  | 440  | 365  | 369  |

| 1962 | 1968 | 1975 | 1982 | 1990 | 1999 | 2004 | 2006 | 2009 |
| ---- | ---- | ---- | ---- | ---- | ---- | ---- | ---- | ---- |
| 346  | 333  | 339  | 433  | 450  | 460  | 478  | 486  | 474  |

| 2014 | 2019 | 2022 | - | - | - | - | - | - |
| ---- | ---- | ---- | - | - | - | - | - | - |
| 455  | 438  | 443  | - | - | - | - | - | - |

## Économie

### Revenus
En 2018, la commune compte 181 ménages fiscaux, regroupant 409 personnes. La médiane du revenu disponible par unité de consommation est de 20 530 € (20 400 € dans le département).

### Emploi
|                | 2008  | 2013  | 2018  |
| -------------- | ----- | ----- | ----- |
| Commune        | 3,2 % | 6,9 % | 2,9 % |
| Département    | 8,2 % | 9,9 % | 10 %  |
| France entière | 8,3 % | 10 %  | 10 %  |

En 2018, la population âgée de 15 à 64 ans s'élève à 244 personnes, parmi lesquelles on compte 71,5 % d'actifs (68,6 % ayant un emploi et 2,9 % de chômeurs) et 28,5 % d'inactifs,. Depuis 2008, le taux de chômage communal (au sens du recensement) des 15-64 ans est inférieur à celui de la France et du département.
La commune fait partie de la couronne de l'aire d'attraction de Castres, du fait qu'au moins 15 % des actifs travaillent dans le pôle,. Elle compte 156 emplois en 2018, contre 156 en 2013 et 162 en 2008. Le nombre d'actifs ayant un emploi résidant dans la commune est de 172, soit un indicateur de concentration d'emploi de 90,8 % et un taux d'activité parmi les 15 ans ou plus de 46,2 %.
Sur ces 172 actifs de 15 ans ou plus ayant un emploi, 40 travaillent dans la commune, soit 24 % des habitants. Pour se rendre au travail, 87,1 % des habitants utilisent un véhicule personnel ou de fonction à quatre roues, 0,6 % les transports en commun, 4,1 % s'y rendent en deux-roues, à vélo ou à pied et 8,2 % n'ont pas besoin de transport (travail au domicile).

### Activités hors agriculture
29 établissements sont implantés à Jonquières au 31 décembre 2019.
Le secteur des autres activités de services est prépondérant sur la commune puisqu'il représente 24,1 % du nombre total d'établissements de la commune (7 sur les 29 entreprises implantées à Jonquières), contre 9 % au niveau départemental.

### Agriculture
La commune est dans la « plaine de l'Albigeois et du Castrais », une petite région agricole occupant le centre du département du Tarn. En 2020, l'orientation technico-économique de l'agriculture  sur la commune est l'exploitation de grandes cultures (hors céréales et oléoprotéagineuses).
|               | 1988  | 2000  | 2010  | 2020  |
| ------------- | ----- | ----- | ----- | ----- |
| Exploitations | 41    | 34    | 38    | 31    |
| SAU (ha)      | 1 087 | 1 122 | 1 312 | 1 277 |

Le nombre d'exploitations agricoles en activité et ayant leur siège dans la commune est passé de 41 lors du recensement agricole de 1988  à 34 en 2000 puis à 38 en 2010 et enfin à 31 en 2020, soit une baisse de 24 % en 32 ans. Le même mouvement est observé à l'échelle du département qui a perdu pendant cette période 58 % de ses exploitations,. La surface agricole utilisée sur la commune a quant à elle augmenté, passant de 1087 ha en 1988 à 1277 ha en 2020. Parallèlement la surface agricole utilisée moyenne par exploitation a augmenté, passant de 27 à 41 ha.

## Culture locale et patrimoine

### Lieux et monuments
- Le château de Braconnac, ancienne seigneurie, colonie de vacances en 1942, devenue une maison pour handicapés, est aujourd'hui une résidence privée située sur la commune.
- Église Saint-Jean-Baptiste de Jonquières.
- Chapelle du château de Braconnac.
- Chapelle Saint-Jean-de-Magreperbeyre de la Badié-Vieille.
- Site de Saint-Julia (Risoulières) : à 200 m d'une motte marquée de levées de terre et d'un fossé et sur laquelle on a bâtie une église, existerait deux souterrains, qui ne sont actuellement plus visibles, et devaient s'ouvrir dans une petite falaise de deux mètres de haut[35].
- Souterrain. Dans les années 1980, une galerie souterraine inondée fut découvert puis rebouchée à l'ouest du hameau de la Fabrié dont la forme semble suggérer une ancienne motte arasée[36].

### Personnalités liées à la commune
- Philippe Pinel, aliéniste, y est né en 1745.

## Pour approfondir